# Catedral de Nuestra Señora (Verdún)
La catedral [de] Nuestra Señora de Verdún (del francés: cathédrale Notre-Dame de Verdun) es una catedral católica de Francia  de la ciudad de Verdún, en el departamento de Mosa de la región de Lorena. Es la sede episcopal de la diócesis de Verdún.
La catedral de Verdún ya es milenaria, puesto que su estructura actual data del año 990. La catedral está clasificada como monumento histórico por decreto de 30 de octubre de 1906. El claustro es un monumento histórico por decreto del 13 de julio de 1907.

## Historia
Alrededor de 330, San Saintin evangelizó Verdun y fundó un lugar de culto, una iglesia dedicada a san Pedro y san Pablo.
En 457, san Pulchrone erigió una catedral dentro de las murallas, sobre las ruinas de un antiguo edificio romano. Se construyeron, y luego fueron destruidos, varios edificios en ese mismo sitio, antes de la construcción de la catedral actual .
En 990, el obispo Heimon ordenó la construcción de una nueva catedral de planta renano-románica: una nave, dos cruceros, dos ábsides opuestos, cada uno flanqueado por dos campanarios.
En el siglo XII, el arquitecto Garin construyó el coro oriental, abrió los dos portales de San Juan y del León y erigió las criptas. Fue consagrada por el papa Eugenio III en 1147.  Fue en este período cuando se construyó el claustro, al sur, cerca del barranco.
La catedral fue modificada desde el siglo XIV hasta el Renacimiento. El maestro Pierre Perrat (c. 1340-1400) fue uno de los arquitectos del proyecto, en particular de las bóvedas, de estilo gótico, de la nave y del coro.
- el techo plano de madera fue sustituido por una bóveda y las ventanas se agrandaron;
- la catedral fue igualmente decorada con frescos. Se construye el primer coro alto y las torres se corona flechas;
- también se añadieron capillas laterales góticas en las naves laterales;  la última capilla lateral, dedicada a la Asunción, se construyó en 1522-1530;
- el claustro, por su parte, fue completamente reconstruido en estilo gótico flamígero.

El 2 de abril de 1755 un rayo incendió el techo y las torres, cuyas flechas nunca serán reconstruidas. En 1760, muy dañada por el fuego, la catedral se transformó en estilo clásico (destrucción de las torres orientales, reconstrucción de las torres occidentales, nave reelaborada, órganos, etc.), incluyendo el magnífico baldaquin rococó.
La Primera Guerra Mundial afectó a la catedral entre 1916 y 1917, al destruir en especial el macizo oriental, cuyas torres no fueron reconstruidas desde entonces. La restauración de 1920-1936 permitió la recuperación de elementos románicos y el redescubrimiento de la cripta oriental. El maestro vidriero Jean-Jacques Grüber creó unos vitrales hermosos. La catedral fue reinaugurada en 1935. En julio de 1946, monseñor Roncalli (el futuro Papa Juan XXIII) coronó Nuestra Señora de Verdun.
En 1990 se celebró el milenario de la catedral más antigua de Lorena.

## Arquitectura

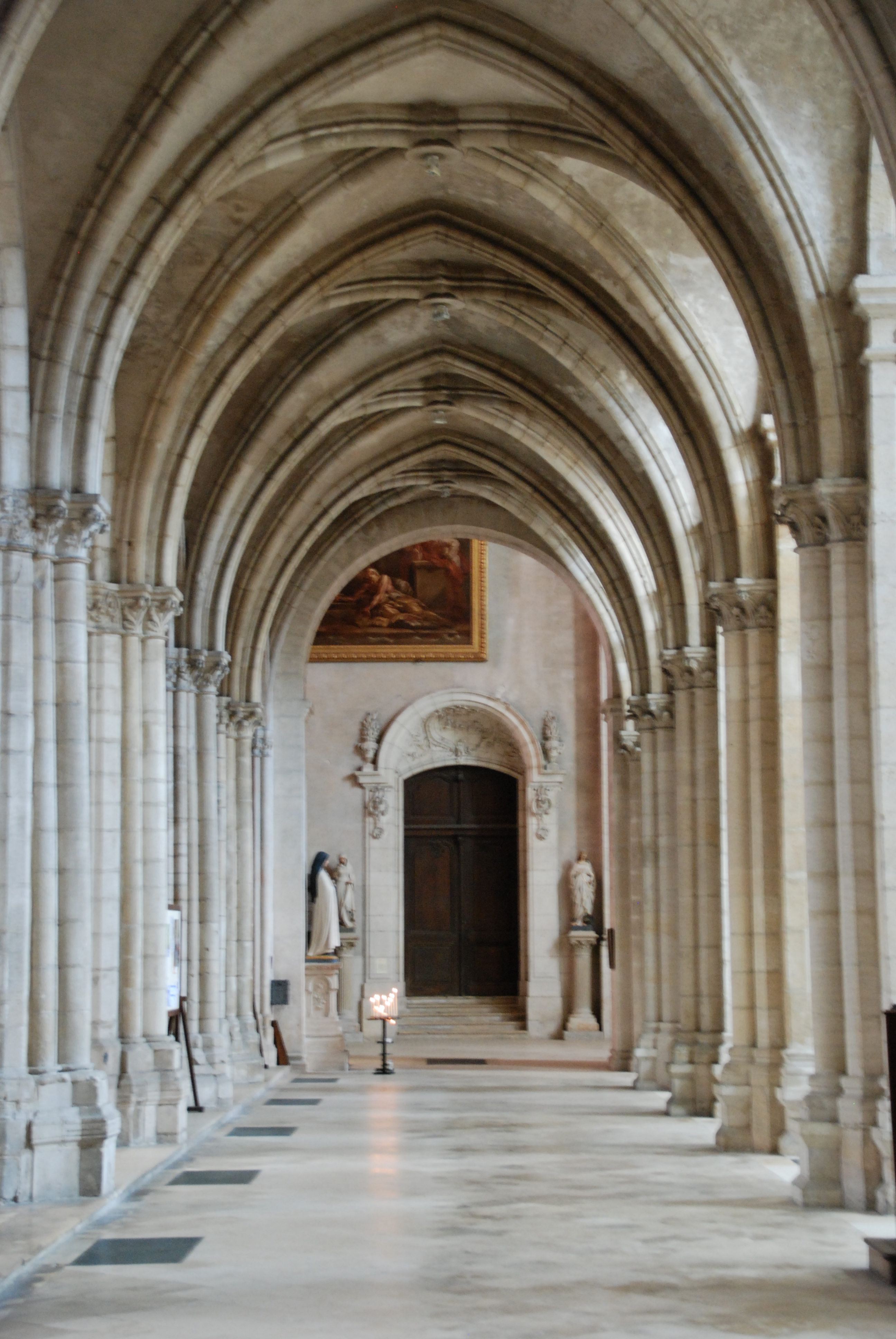
Nave colateral

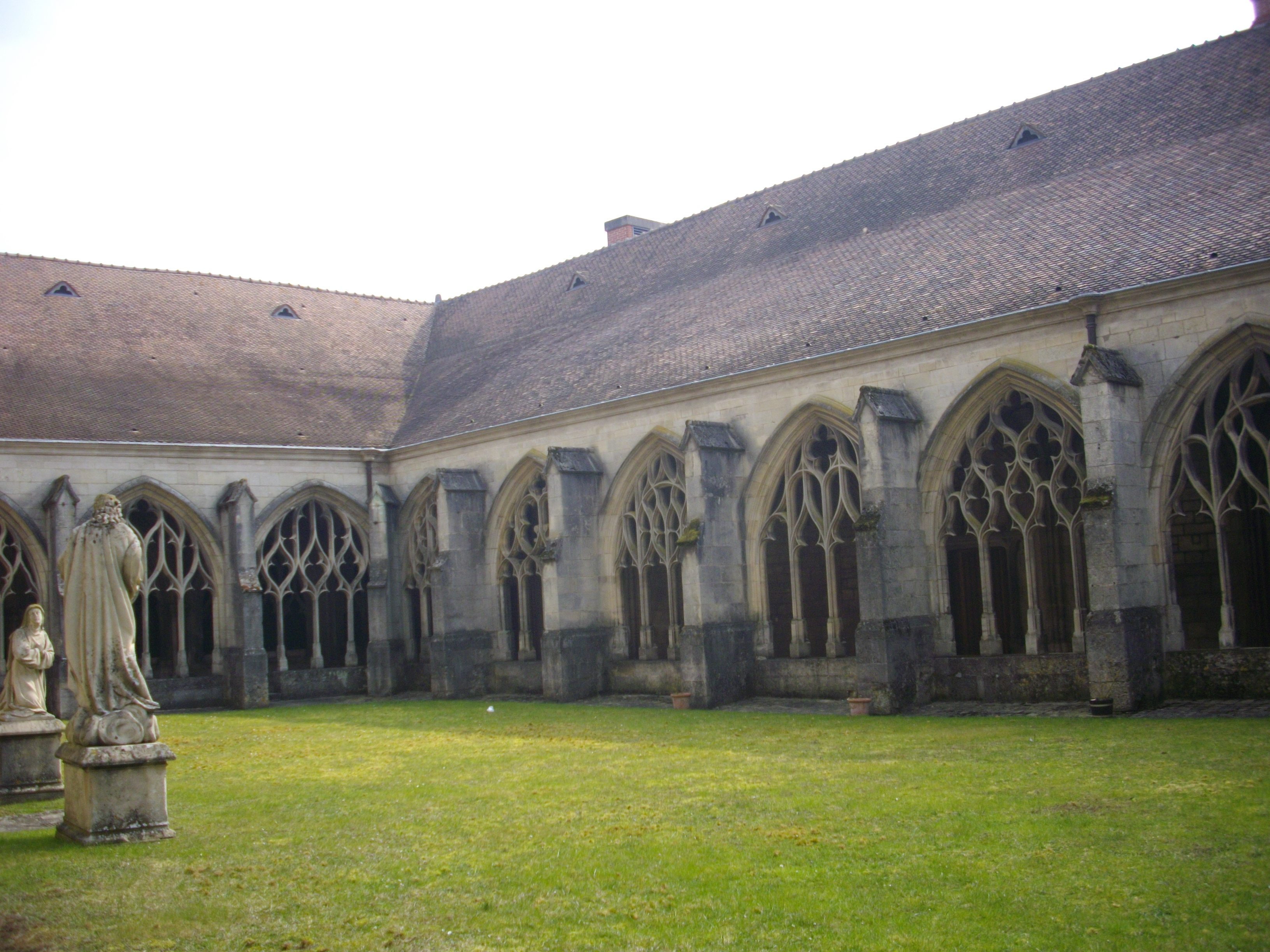
Claustro

El edificio actual fue construido de acuerdo con una planta románico-renana, en el período románico, y fue de gran sobriedad y luminosidad, todavía notable a pesar del añadido de las vidrieras de color en la parte baja de la nave.
La nave de concepción románica fue redecorada en época clásica. Las capillas colaterales se abrieron sobre capillas góticas en las que las bóvedas y ojivas están en su mayoría pintadas, como la capilla meridional.
Las bases de las torres orientales todavía tienen hermosas curvas románicas al nivel del transepto. Además, las dos cabeceras muestran la convergencia de dos variedades de estilo románico: la cabecera oeste, cuadrada, retoma la tradición renana como en la catedral de Nuestra Señora de Estrasburgo, mientras que la redondeada cabecera oriental refleja más las influencias de Borgoña.
Cada coro tiene una cripta, siendo la más notable la del coro oriental, que cuenta con atractivos restos de frescos que cohabitan con algunos capiteles restaurados y decorados con motivos que evocan la Primera Guerra Mundial.
El claustro tiene un desarrollo total de 87 metros y cuenta con tres galerías construidas en el siglo XVI, de estilo gótico tardío. En él se pueden admirar varias estelas romanas.

## Campanas
La catedral de Verdun alberga en sus dos torres no menos de diecinueve campanas, fundidas entre 1756 y 1955. Dieciséis de estas campanas, que abarcan exactamente dos octavas, pueden sonar en volteo, por lo que constituye el segundo carillón más extenso de Francia detrás de la de la catedral de Estrasburgo (dieciséis campanas que cubren dos octavas y media), y antes del de la catedral de Aviñón (quince campanas).
Los dos grandes bordones, sonando en sol 2 y la 2, datan de 1756 y fueron fundidas por el fundidor lorenés Pierre Guillemin. Éstas son las únicas campanas de la catedral dejadas en su lugar durante la Revolución francesa.
Entre 1874 y 1898, se fundieron 14 campanas adicionales en la fundición Farnier-Bulteaux de Mont-devant-Sassey. Están afinadas en
si2, do3, re3, mi3, fa3, sol3, la3, sib, si3, si4, re4, mi4, fa4 y sol4. La campana re4 fue dañada en 1945 y refundida en 1955. La campana do3, agrietada desde hacía muchos años, fue reparada en 2010.

## Galería de imágenes

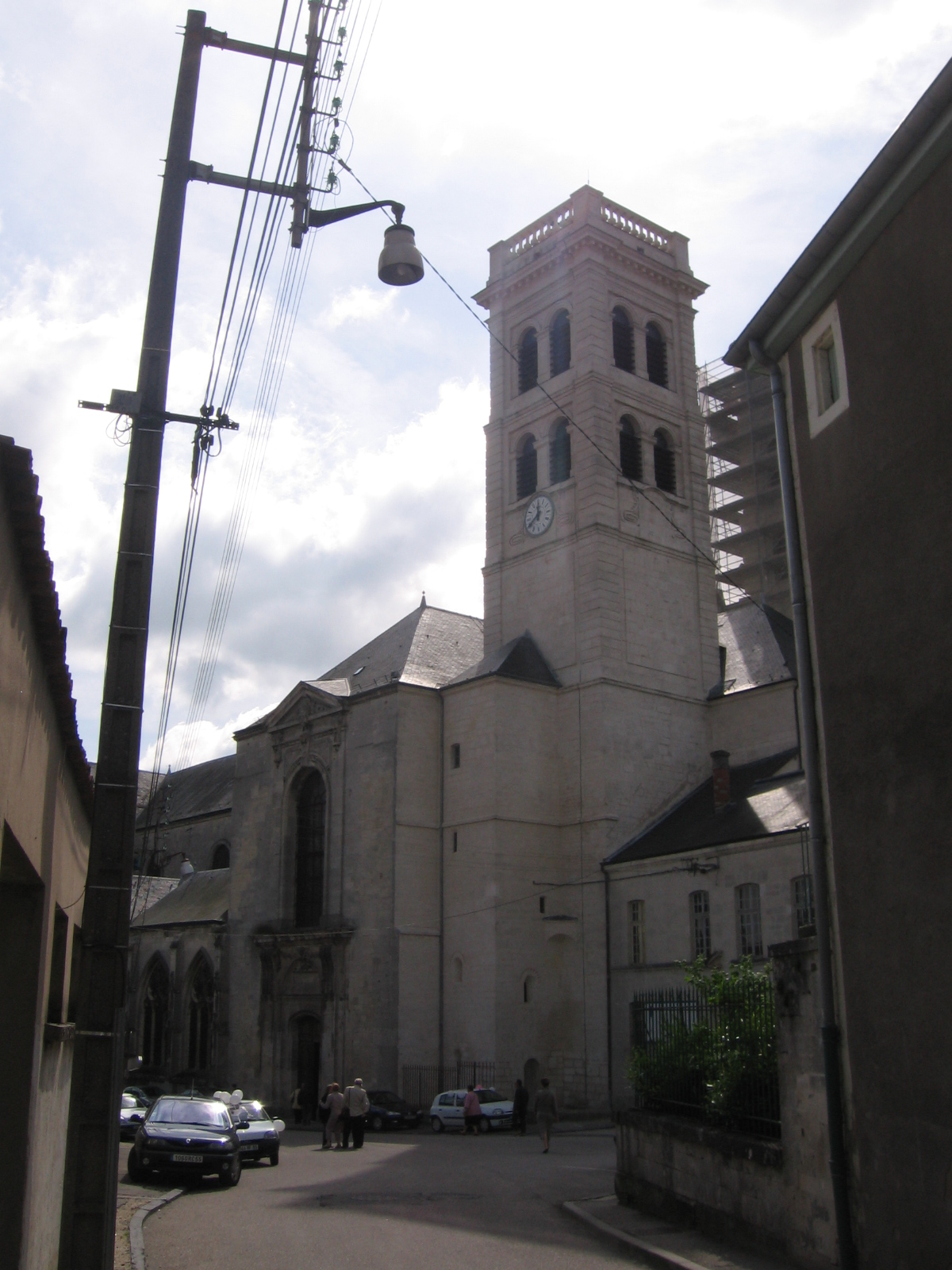
Vista exterior de la catedral
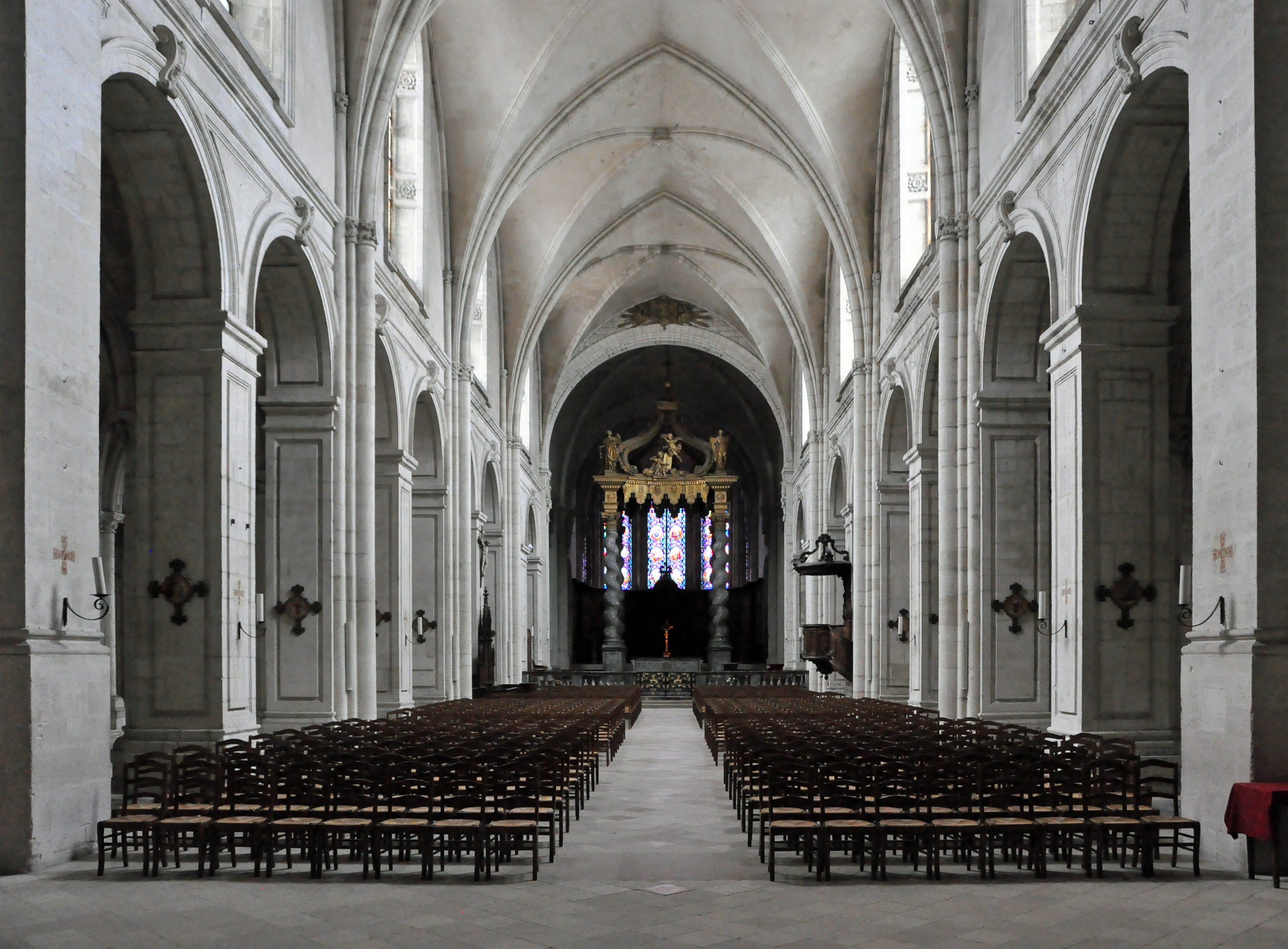
La nave principal y el coro
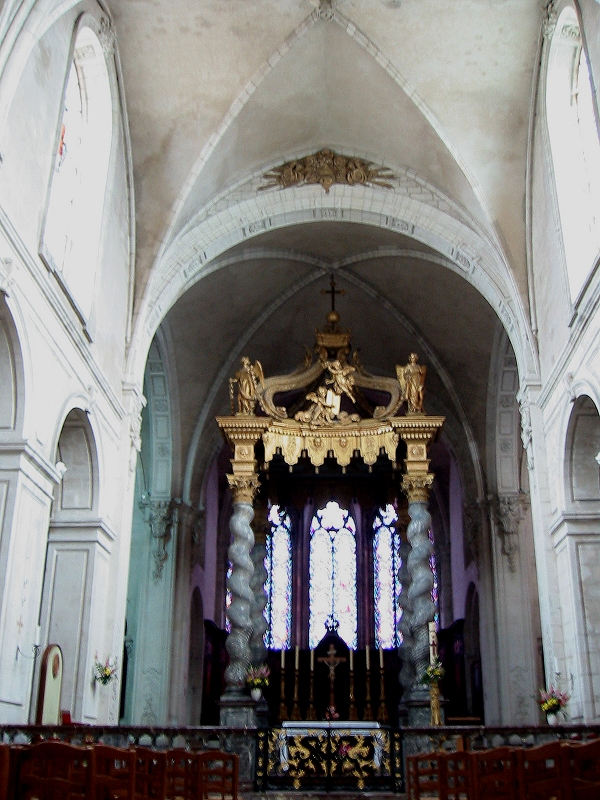
Baldaquino del coro oriental
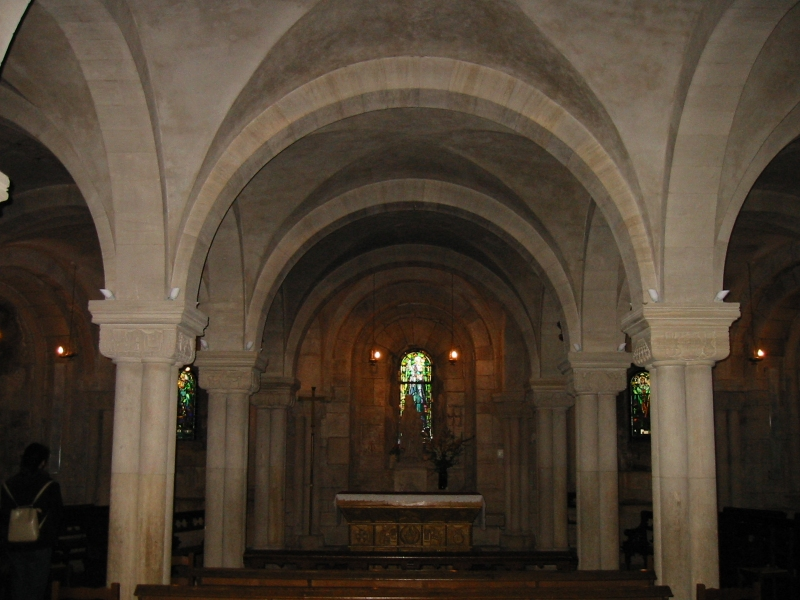
Cripta de la catedral
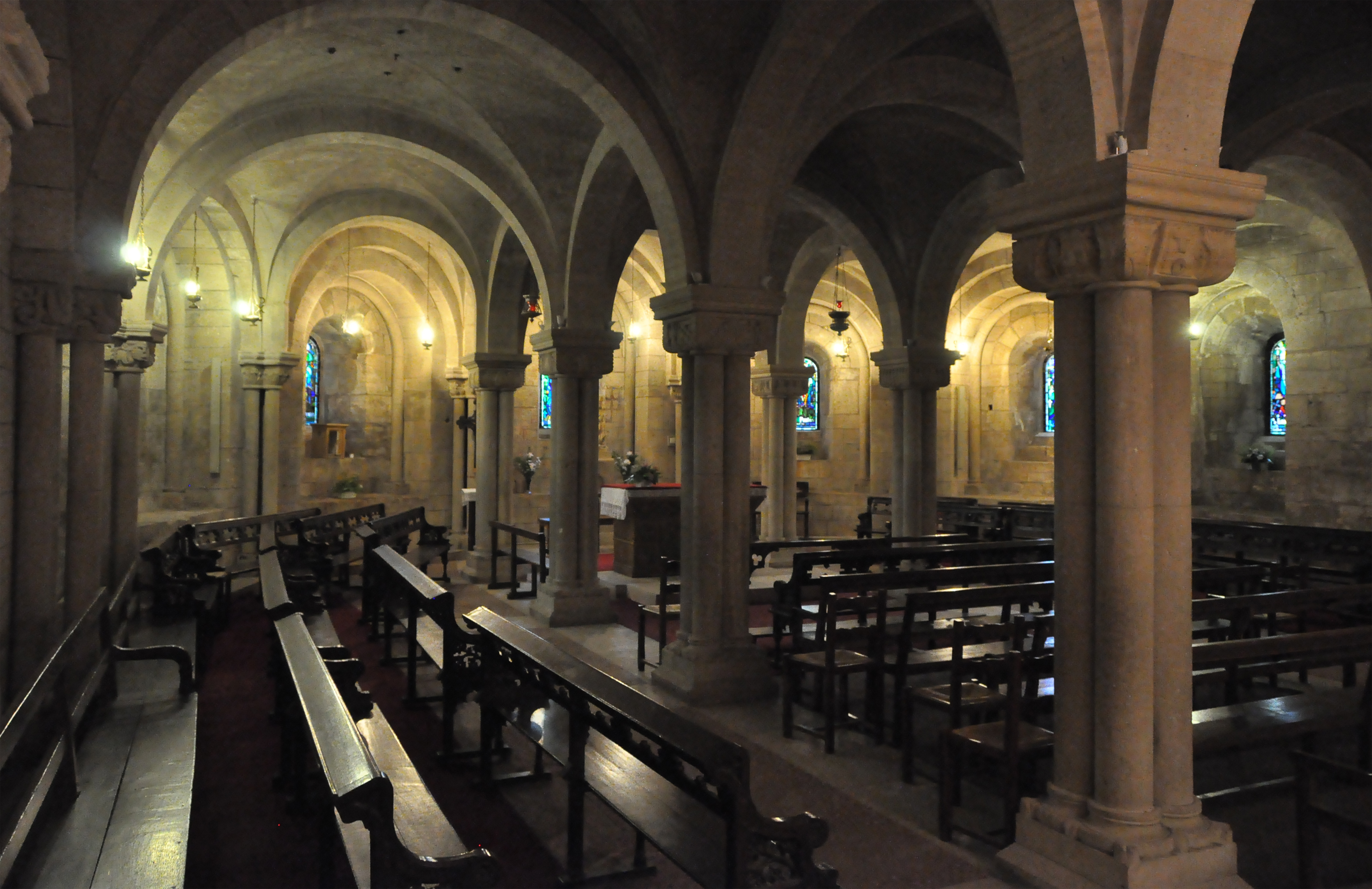
La cripta
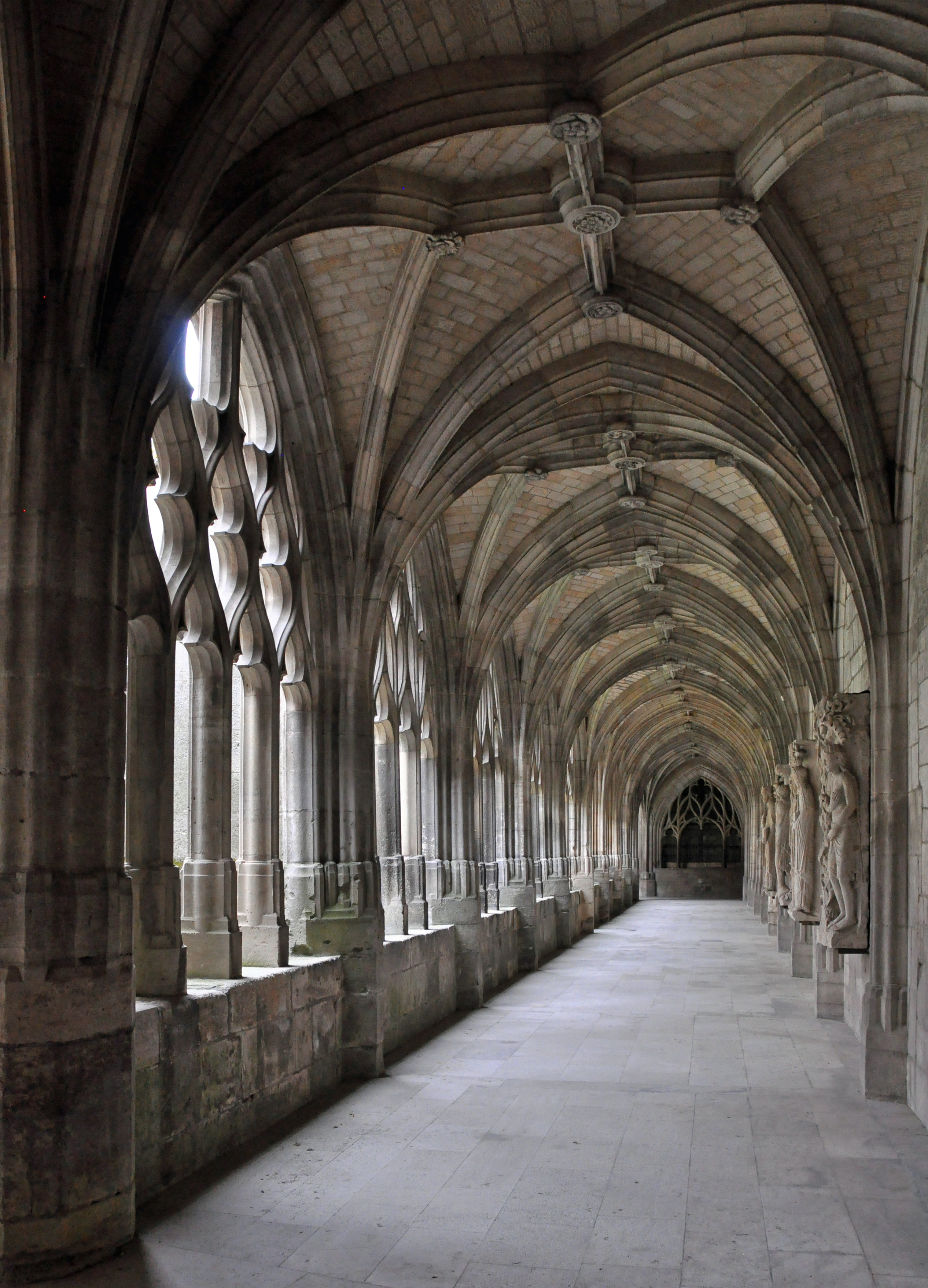
El claustro, construido entre los siglos XIV-XVI, adyacente a la catedral
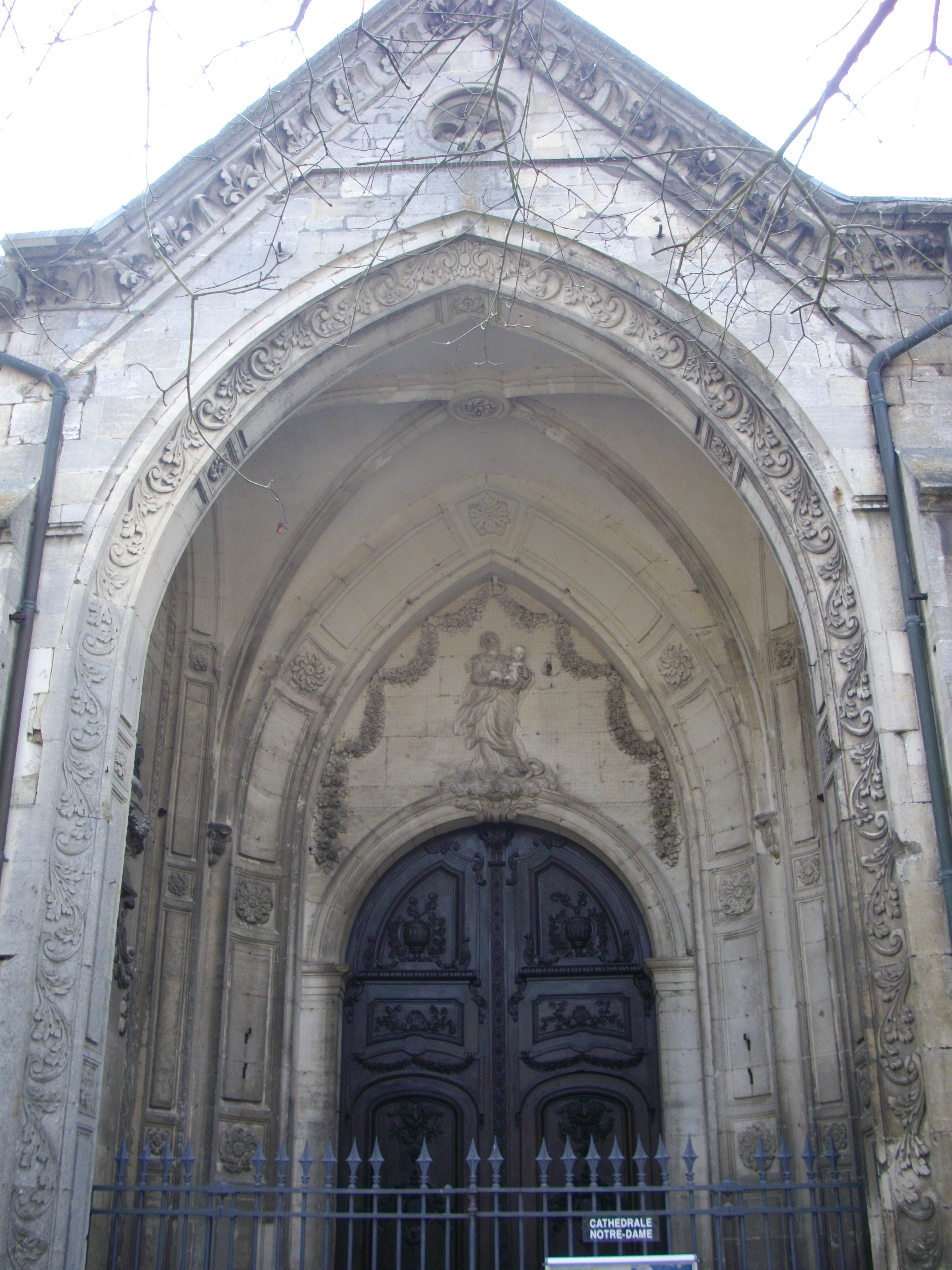
Portal principal de la catedral en el centro de la nave